# Ingeborg Strobl
Ingeborg Strobl, née le 3 juin 1949 à Schladming en Styrie et morte le 9 avril 2017 à Vienne,, est une artiste plasticienne autrichienne. Elle utilise le graphisme, la photographie, l'aquarelle et la sculpture. Elle réalise des collages, des objets, des installations, ainsi que des œuvres dans l'espace public.

## Biographie
Ingeborg Strobl grandit à Schladming. Pendant son enfance, elle séjourne chez sa tante, dans un village au sud du Burgenland, à la frontière hongroise.
À l'âge de 18 ans, elle s'installe à Vienne et étudie le graphisme à l'Université des Arts Appliqués. Elle se met à la photographie. De 1972 à 1974, elle rejoint le Royal College of Art de Londres, où elle obtient une master of arts en céramique. Dans les années 1970, elle travaille principalement comme céramiste et graphiste. Elle qualifie ses œuvres sculpturales d’« anti-design ». En 1987, elle fonde le groupe d'artistes féministes Die Damen avec ONA B., Evelyne Egerer et Birgit Jürgenssen. De 1999 à 2001, elle enseigne le design à l'Université des Arts Appliqués en tant que professeure invitée.
Ingeborg Strobl est une artiste politiquement engagée, notamment sur les questions écologiques. Elle se soustrait aux lois du marché de l'art. Elle fait don de ses œuvres au mumok. Son art est une critique de la société de consommation, du traitement néocapitaliste des animaux, du gaspillage des ressources naturelles et du commerce de l’art.
Depuis 2017, le Lentos Art Museum Linz présente une vitrine avec des collages et des objets d'Ingeborg Strobl dans l'exposition permanente Die Sammlung. Klassiker, Entdeckungen und neue Positionen.
En 2020, le mumok lui consacre une rétrospective. Ingeborg Strobl fait partie de la liste des cent héroïnes (Musée de la femme dans la photographie).

## Œuvres

### Collages, objets d'art
Ingeborg Strobl collecte des objets du quotidien. Elle les dispose avec ses photographies, aquarelles, textes et imprimés dans des collages ou avec des sculptures. Elle crée des scènes poétiques à partir de banalités ou de phénomènes marginaux. Avec ses œuvres, elle questionne et propose un regard caustique sur la société, la consommation, le désir, la douleur. Elle explore les relations à la nature, ce qu'elle nomme le « choc des cultures ». Dans son exposition Dear Vienna, Yours Ingeborg Strobl au Musée de Vienne en 2015, elle dispose photographies et souvenirs de la vie quotidienne pour former un voyage à travers sa vie personnelle.

### Art dans l'espace public

#### Mémorial pour la biodiversité perdue
En 1997, Ingeborg Strobl crée une stèle de deux mètres de haut en grès du Danube légèrement poli dans le paysage culturel de Paasdorf en Basse-Autriche. Elle grave en lettres dorées les noms de 14 races bovines originaires de la région présentes en 1880 et les noms des trois races bovines existantes en 1997. Un important débat sur l'élevage bovin agite la société autrichienne.

#### un jardin (par exemple)
En 2008, elle réalise un projet dans la Novaragasse à Vienne-Leopoldstadt. Elle conçoit une façade avec de grands panneaux en émail représentant des plantes qui prospéreraient à Vienne. Elle s'inspire de la gravure sur bois du XIXe siècle, qui rappelle l'expédition de la Novara.

#### L'empire sous-marin de Ramsar
Cette installation se situe dans le parc naturel UnterWasserReich à Schrems dans le Waldviertel. Ingeborg Strobl  remporte le concours d'architecture en 2004  pour le design de la façade vitrée. Elle sérigraphie des dessins noirs de grenouilles d'étang, de lézards des sables et de vipères sur l'extérieur en verre sur un fond ornemental de squelettes d'amphibiens blancs. La conception de la façade offre également une protection solaire,.

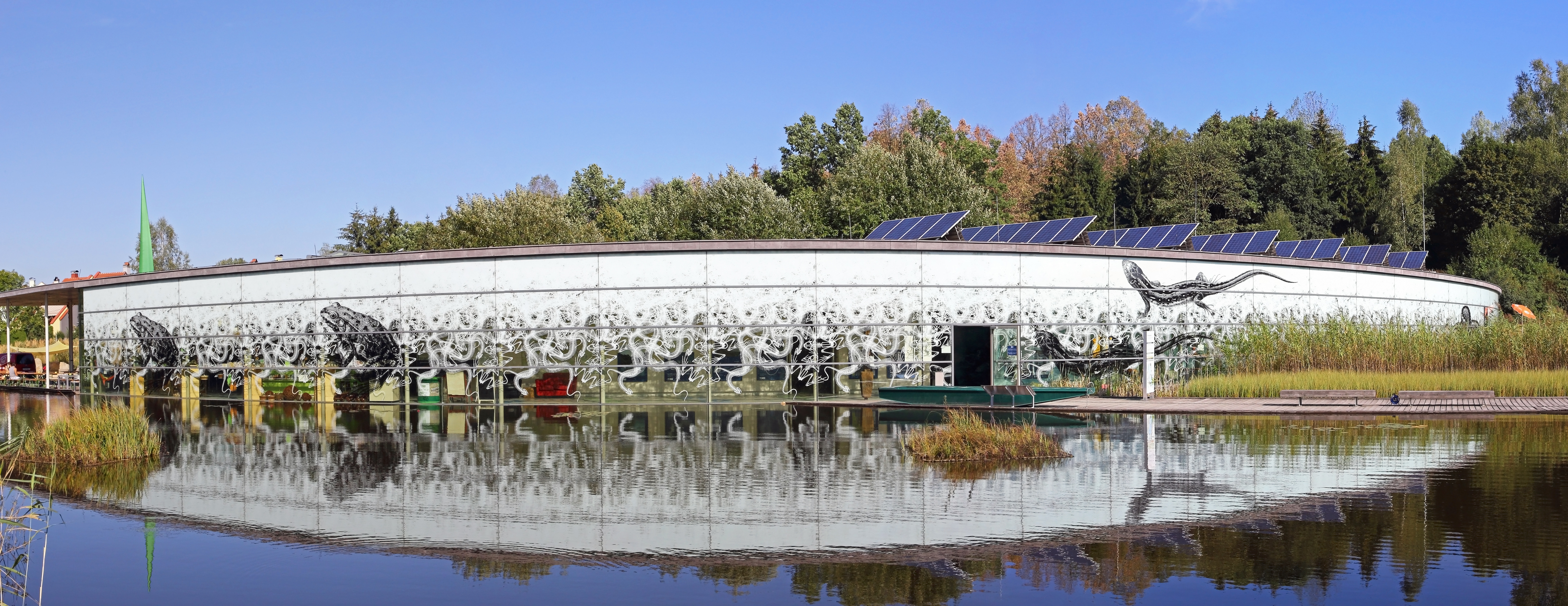
Sous-marin Empire Ramsar, vue générale de la façade vitrée
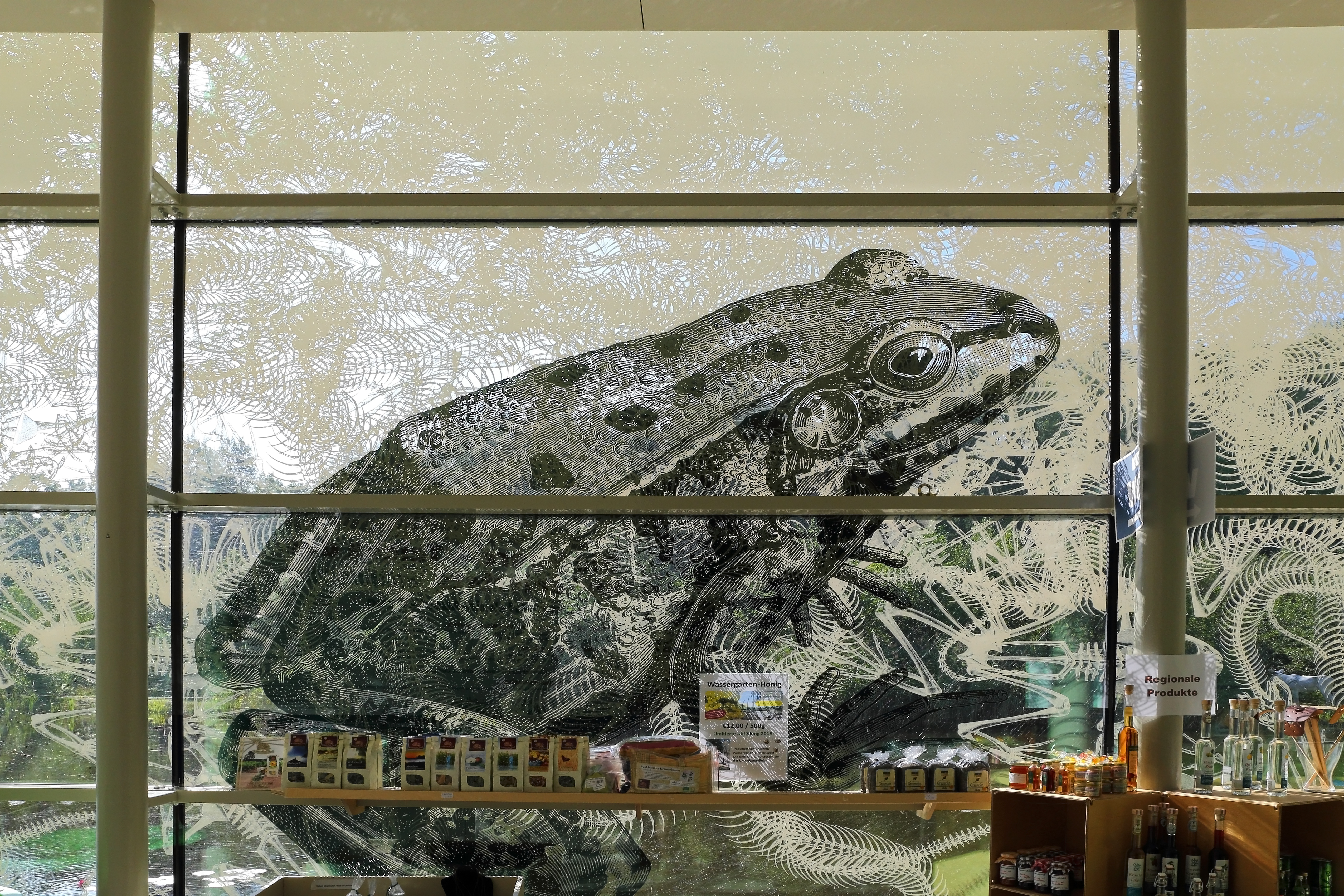
Grenouille d'étang, façade vitrée à l'intérieur
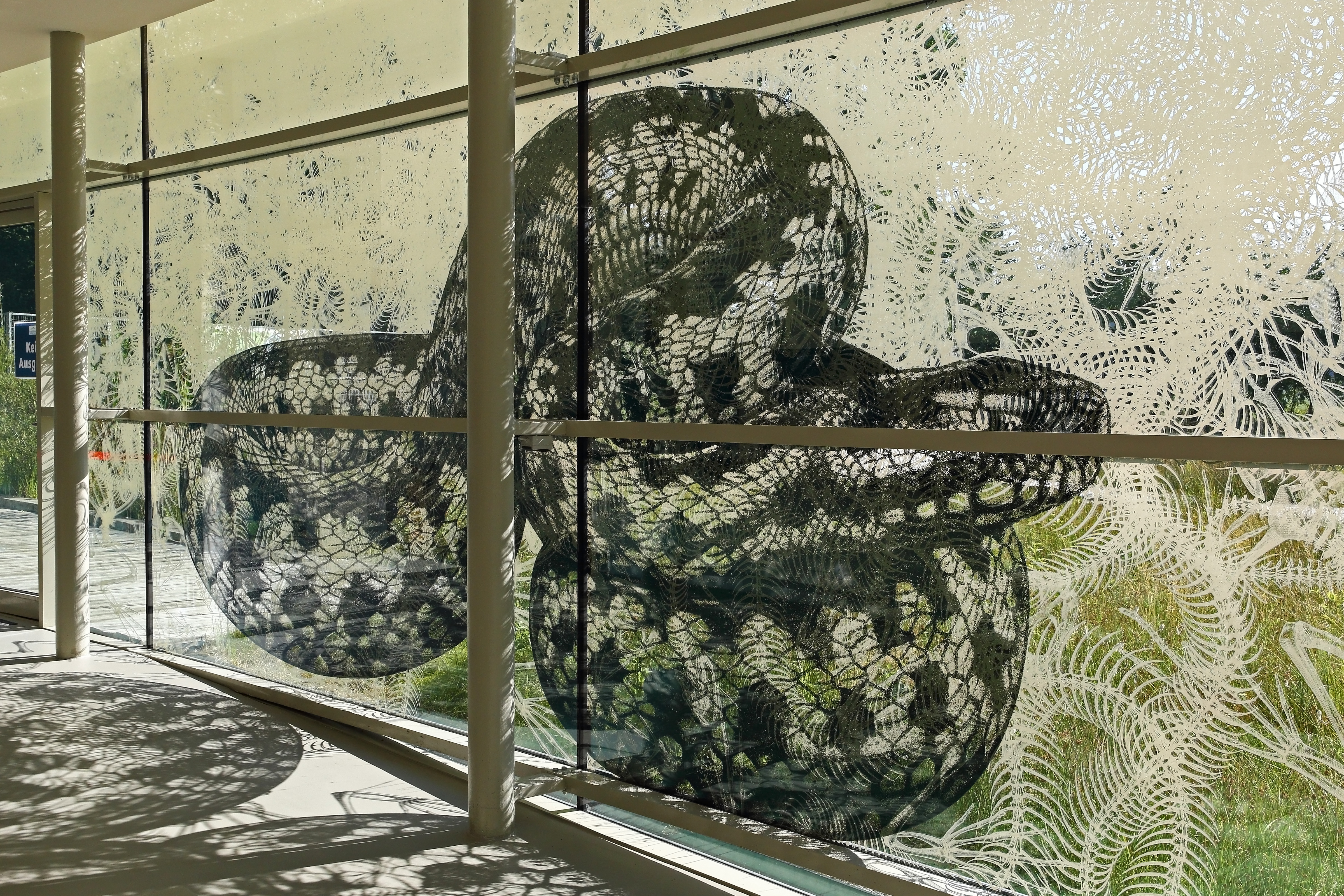
Additionneur, façade vitrée à l'intérieur

## Expositions
- 1974 : Anti-Design, Neue Galerie Graz
- 1985 : Ingeborg Strobl, Neue Galerie Graz
- 1989 : Nichts Neues, Kunsthalle de Saint-Gall [16]
- 1992 : Das Tier, salle d'exposition de la Sécession viennoise
- 1999 : Einige Gegenstände. Und Sonnenuntergang, Kunsthaus Bregenz
- 2013 : Exposition XVIII – Ingeborg Strobl, Galerie Photo Vienne
- 2015 : Liebes Wien, Deine Ingeborg Strobl, Musée de Vienne Karlsplatz
- 2016 : Ingeborg Strobl, exposition au Lentos Art Museum Linz [17]
- 2020 : Gelebt - Ingeborg Strobl, rétrospective au Museum Moderner Kunst Stiftung Ludwig Vienne [18]

## Prix et distinctions
- 1993 : Prix des Beaux-Arts de la Ville de Vienne dans la catégorie graphisme et peinture [4]
- 2000 : Prix du Land de Styrie pour les arts visuels [4]
- 2008 : Prix d'honneur de la photographie artistique du ministère fédéral de l'Éducation, de l'Art et de la Culture [19]